# BWF World Tour 2019
Die BWF World Tour 2019 war die zweite Saison der BWF World Tour im Badminton. Zum Abschluss der Saison wurde das BWF World Tour Finale ausgetragen.

## Resultate
| Veranstaltung               | Report            | Herreneinzel            | Dameneinzel       | Herrendoppel                                   | Damendoppel                                        | Mixed                                          |
| World Tour Finals           | World Tour Finals | World Tour Finals       | World Tour Finals | World Tour Finals                              | World Tour Finals                                  | World Tour Finals                              |
| --------------------------- | ----------------- | ----------------------- | ----------------- | ---------------------------------------------- | -------------------------------------------------- | ---------------------------------------------- |
| BWF World Tour Finals       | Report            | Kento Momota            | Chen Yufei        | Mohammad Ahsan Hendra Setiawan                 | Chen Qingchen Jia Yifan                            | Zheng Siwei Huang Yaqiong                      |
| Super 1000                  |                   |                         |                   |                                                |                                                    |                                                |
| All England                 | Report            | Kento Momota            | Chen Yufei        | Mohammad Ahsan Hendra Setiawan                 | Chen Qingchen Jia Yifan                            | Zheng Siwei Huang Yaqiong                      |
| Indonesia Open              | Report            | Chou Tien-chen          | Akane Yamaguchi   | Markus Fernaldi Gideon Kevin Sanjaya Sukamuljo | Yuki Fukushima Sayaka Hirota                       | Zheng Siwei Huang Yaqiong                      |
| China Open                  | Report            | Kento Momota            | Carolina Marín    | Markus Fernaldi Gideon Kevin Sanjaya Sukamuljo | Chen Qingchen Jia Yifan                            | Zheng Siwei Huang Yaqiong                      |
| Super 750                   |                   |                         |                   |                                                |                                                    |                                                |
| Malaysia Open               | Report            | Lin Dan                 | Tai Tzu-ying      | Li Junhui Liu Yuchen                           | Chen Qingchen Jia Yifan                            | Zheng Siwei Huang Yaqiong                      |
| Japan Open                  | Report            | Kento Momota            | Akane Yamaguchi   | Markus Fernaldi Gideon Kevin Sanjaya Sukamuljo | Kim So-young Kong Hee-yong                         | Wang Yilu Huang Dongping                       |
| Denmark Open                | Report            | Kento Momota            | Tai Tzu-ying      | Markus Fernaldi Gideon Kevin Sanjaya Sukamuljo | Baek Ha-na Jung Kyung-eun                          | Praveen Jordan Melati Daeva Oktavianti         |
| French Open                 | Report            | Chen Long               | An Se-young       | Markus Fernaldi Gideon Kevin Sanjaya Sukamuljo | Lee So-hee Shin Seung-chan                         | Praveen Jordan Melati Daeva Oktavianti         |
| Fuzhou China Open           | Report            | Kento Momota            | Chen Yufei        | Markus Fernaldi Gideon Kevin Sanjaya Sukamuljo | Yuki Fukushima Sayaka Hirota                       | Wang Yilu Huang Dongping                       |
| Super 500                   |                   |                         |                   |                                                |                                                    |                                                |
| Malaysia Masters            | Report            | Son Wan-ho              | Ratchanok Intanon | Markus Fernaldi Gideon Kevin Sanjaya Sukamuljo | Yuki Fukushima Sayaka Hirota                       | Yuta Watanabe Arisa Higashino                  |
| Indonesian Masters          | Report            | Anders Antonsen         | Saina Nehwal      | Markus Fernaldi Gideon Kevin Sanjaya Sukamuljo | Misaki Matsutomo Ayaka Takahashi                   | Zheng Siwei Huang Yaqiong                      |
| India Open                  | Report            | Viktor Axelsen          | Ratchanok Intanon | Lee Yang Wang Chi-lin                          | Greysia Polii Apriyani Rahayu                      | Wang Yilu Huang Dongping                       |
| Singapore Open              | Report            | Kento Momota            | Tai Tzu-ying      | Takeshi Kamura Keigo Sonoda                    | Mayu Matsumoto Wakana Nagahara                     | Dechapol Puavaranukroh Sapsiree Taerattanachai |
| Thailand Open               | Report            | Chou Tien-chen          | Chen Yufei        | Satwiksairaj Rankireddy Chirag Shetty          | Shiho Tanaka Koharu Yonemoto                       | Wang Yilu Huang Dongping                       |
| Korea Open                  | Report            | Kento Momota            | He Bingjiao       | Fajar Alfian Muhammad Rian Ardianto            | Kim So-young Kong Hee-yong                         | Dechapol Puavaranukroh Sapsiree Taerattanachai |
| Hong Kong Open              | Report            | Lee Cheuk Yiu           | Chen Yufei        | Choi Sol-gyu Seo Seung-jae                     | Chen Qingchen Jia Yifan                            | Yuta Watanabe Arisa Higashino                  |
| Super 300                   |                   |                         |                   |                                                |                                                    |                                                |
| Thailand Masters            | Report            | Loh Kean Yew            | Fitriani          | Goh V Shem Tan Wee Kiong                       | Puttita Supajirakul Sapsiree Taerattanachai        | Chan Peng Soon Goh Liu Ying                    |
| Spain Masters               | Report            | Viktor Axelsen          | Mia Blichfeldt    | Lee Yang Wang Chi-lin                          | Kim So-young Kong Hee-yong                         | Seo Seung-jae Chae Yoo-jung                    |
| German Open                 | Report            | Kento Momota            | Akane Yamaguchi   | Hiroyuki Endo Yuta Watanabe                    | Du Yue Li Yinhui                                   | Seo Seung-jae Chae Yoo-jung                    |
| Swiss Open                  | Report            | Shi Yuqi                | Chen Yufei        | Fajar Alfian Muhammad Rian Ardianto            | Chang Ye-na Jung Kyung-eun                         | Mathias Bay-Smidt Rikke S. Hansen              |
| New Zealand Open            | Report            | Jonatan Christie        | An Se-young       | Mohammad Ahsan Hendra Setiawan                 | Kim So-young Kong Hee-yong                         | Chan Peng Soon Goh Liu Ying                    |
| Australian Open             | Report            | Jonatan Christie        | Chen Yufei        | Ko Sung-hyun Shin Baek-cheol                   | Yuki Fukushima Sayaka Hirota                       | Wang Yilu Huang Dongping                       |
| US Open                     | Report            | Lin Chun-yi             | Wang Zhiyi        | Ko Sung-hyun Shin Baek-cheol                   | Nami Matsuyama Chiharu Shida                       | Lee Jhe-huei Hsu Ya-ching                      |
| Chinese Taipei Open         | Report            | Chou Tien-chen          | Sung Ji-hyun      | Goh V Shem Tan Wee Kiong                       | Jongkolphan Kititharakul Rawinda Prajongjai        | Tang Chun Man Tse Ying Suet                    |
| Macau Open                  | Report            | Sitthikom Thammasin     | Michelle Li       | Li Junhui Liu Yuchen                           | Du Yue Li Yinhui                                   | Dechapol Puavaranukroh Sapsiree Taerattanachai |
| Korea Masters               | Report            | Kanta Tsuneyama         | An Se-young       | Lee Yang Wang Chi-lin                          | Nami Matsuyama Chiharu Shida                       | Tang Chun Man Tse Ying Suet                    |
| Syed Modi International     | Report            | Wang Tzu-wei            | Carolina Marín    | He Jiting Tan Qiang                            | Baek Ha-na Jung Kyung-eun                          | Rodion Alimov Alina Davletova                  |
| Super 100                   |                   |                         |                   |                                                |                                                    |                                                |
| Lingshui China Masters      | Report            | Weng Hongyang           | Kim Ga-eun        | Lee Jhe-huei Yang Po-hsuan                     | Baek Ha-na Kim Hye-rin                             | Tang Chun Man Ng Tsz Yau                       |
| Orléans Masters             | Report            | Koki Watanabe           | Saena Kawakami    | Lee Yang Wang Chi-lin                          | Chloe Birch Lauren Smith                           | Thom Gicquel Delphine Delrue                   |
| Canada Open                 | Report            | Li Shifeng              | An Se-young       | Mathias Boe Mads Conrad-Petersen               | Setyana Mapasa Gronya Somerville                   | Ko Sung-hyun Eom Hye-won                       |
| Russian Open                | Report            | Shesar Hiren Rhustavito | Pai Yu-po         | Mathias Boe Mads Conrad-Petersen               | Ni Ketut Mahadewi Istarani Tania Oktaviani Kusumah | Adnan Maulana Mychelle Bandaso                 |
| Hyderabad Open              | Report            | Sourabh Varma           | Yeo Jia Min       | Muhammad Shohibul Fikri Bagas Maulana          | Baek Ha-na Jung Kyung-eun                          | Hoo Pang Ron Cheah Yee See                     |
| Akita Masters               | Report            | Firman Abdul Kholik     | An Se-young       | Ou Xuanyi Zhang Nan                            | Ayako Sakuramoto Yukiko Takahata                   | Ko Sung-hyun Eom Hye-won                       |
| Vietnam Open                | Report            | Sourabh Varma           | Zhang Yiman       | Choi Sol-gyu Seo Seung-jae                     | Della Destiara Haris Rizki Amelia Pradipta         | Guo Xinwa Zhang Shuxian                        |
| Indonesia Masters Super 100 | Report            | Sun Feixiang            | Wang Zhiyi        | Ou Xuanyi Zhang Nan                            | Siti Fadia Silva Ramadhanti Ribka Sugiarto         | Guo Xinwa Zhang Shuxian                        |
| Dutch Open                  | Report            | Lakshya Sen             | Wang Zhiyi        | Vladimir Ivanov Ivan Sozonov                   | Gabriela Stoeva Stefani Stoeva                     | Robin Tabeling Selena Piek                     |
| SaarLorLux Open             | Report            | Lakshya Sen             | Li Yun            | Di Zijian Wang Chang                           | Liu Xuanxuan Xia Yuting                            | Guo Xinwa Zhang Shuxian                        |